# Aluminoxane
Der Begriff Aluminoxane bezieht sich auf Verbindungen, die durch die partielle Hydrolyse von Trialkylaluminiumverbindungen gewonnen werden. Aluminoxane dienen als Aktivatoren für die katalytische Olefinpolymerisation, wie z. B. der Ziegler-Natta-Katalysator. Sie dienen auch als Abscheider für Verunreinigungen (z. B. Wasser) in Reaktionen, die empfindlich auf diese Verunreinigungen reagieren.
Das mit Abstand wichtigste Aluminoxan ist Methylaluminoxan (MAO), gebildet durch die Hydrolyse von Trimethylaluminium. Ein weiteres Beispiel ist Tetraisobutyldialuminoxan, das durch Hydrolyse von Triisobutylaluminium in Toluol hergestellt wird.
Die Hydrolyse  von Trialkylaluminium-Verbindungen ist ein hoch exothermer Prozess, und die entstehenden Trialkylaluminium-Verbindungen sind oft pyrophor (d. h. selbstentzündlich bei Kontakt mit Luft).

## Darstellung
Aluminoxane werden hergestellt, indem eine Trialkylaluminiumverbindung in einem Kohlenwasserstoff-Lösungsmittel mit hydratisierten kristallinen Salzen wie Kupfersulfat-Pentahydrat umgesetzt werden.

## Verwendung
Aluminoxane werden als (Co)Katalysatoren bzw. Aktivatoren bei der Polymerisation von Olefinen wie Ethen zu  Polyethylen, Propen zu Polypropylen und Copolymeren davon mit α-Olefinen wie 1-Buten oder 1-Octen verwendet.